# Vítězslav
Vítězslav  è un nome proprio di persona ceco maschile.

## Varianti
- Femminili: Vítězslava[1]

### Varianti in altre lingue
- Polacco: Witosław[1]

## Origine e diffusione
È composto dagli elementi slavi vitati ("accogliere, "salutare") oppure vitŭ ("signore", "padrone") e slava ("gloria"); quest'ultimo è comunissimo nell'onomastica slava, e si trova ad esempio in Bogusław, Mieczysław, Lechosław, Stanislao, Ladislao e Vratislav.

## Persone

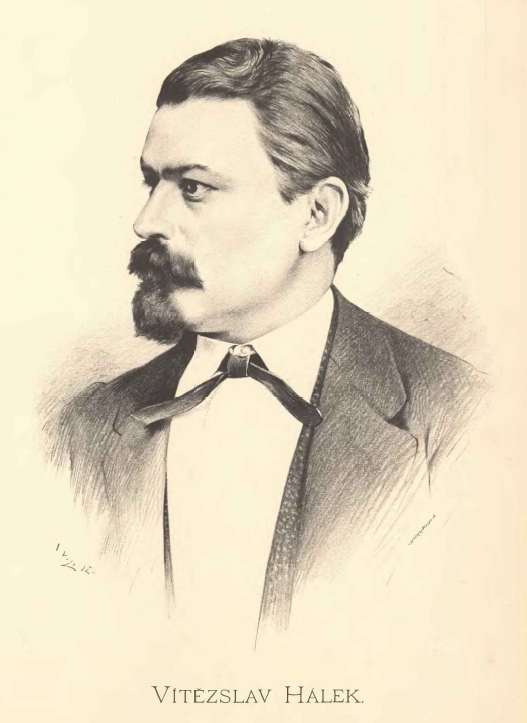
Vítězslav Hálek

- Vítězslav Hálek, poeta, scrittore e giornalista ceco
- Vítězslav Jaroš, calciatore ceco
- Vítězslav Lavička, calciatore e allenatore di calcio ceco
- Vítězslav Nezval, poeta, drammaturgo e romanziere ceco
- Vítězslav Novák, compositore e pianista ceco
- Vítězslav Veselý, giavellottista ceco

### Variante femminile Vítězslava
- Vítězslava Kaprálová, compositrice e direttrice d'orchestra cecoslovacca